# María González
María Claudia González Valentín (Vega Baja, 26 de maio de 2002) é uma jogadora de voleibol de praia porto-riquenha que disputou os Jogos Olímpicos de Verão da Juventude de 2018, realizado na Argentina, e foi semifinalista nos Jogos Centro-Americanos e do Caribe de 2018 na Colômbia; alcançou a medalha de prata Jogos Pan-Americanos Júnior na Colômbia e a medalha de bronze no Campeonato Mundial Universitário de 2022 no Brasil.

## Carreira
A sua estreia no circuito continental foi em 2016 ao lado de Allanis Navas, com quem em 2018 conquistou o título do Campeonato Sub-19 da Zona Central em Havana e assim qualificaram para Jogos Olímpicos de Verão da Juventude de 2018 em Buenos Aires e terminaram na quinta posição nos referidos jogos.
Em 2021, ao lado de Allanis Navas, qualificou-se para Jogos Pan-Americanos Júnior em Cáli, torneio qualificatório sediado em Punta Cana
Foram vice-campeãs na primeira edição dos  e na edição do Campeonato Mundial Universitário de Voleibol de Praia de 2022 realizado em Maceió obtiveram o bronze e conquistaram o vice-campeonato do Campeonato Norceca Finals de 2022

## Títulos e resultados
- Jogos Centro-Americanos e do Caribe de 2018
- Circuito NORCECA - Finals 2022